# Roger Mullin
William Arthur Roger Mullin (né le 12 mars 1948) est un homme politique du Parti national écossais (SNP). Il est député de Kirkcaldy et Cowdenbeath de 2015 à 2017 ,.

## Éducation et carrière
Roger Mullin est diplômé de l'Université d'Édimbourg obtenant une maîtrise avec spécialisation en sociologie en 1977. Il est membre de l'Institut du personnel et du développement et détient également un certificat national supérieur en génie électrique et électronique.
Il est professeur émérite à l'université de Stirling  et donne des cours de troisième cycle sur la théorie de la décision appliquée, l'environnement politique et le changement organisationnel. Il écrit une chronique mensuelle dans le Times Educational Supplement Scotland. Il est maintenant directeur fondateur de Momentous Change Ltd .

## Carrière politique
Mullin rejoint le SNP en 1966. Il est un ancien vice-président du Parti national écossais.
Il est le candidat du SNP à l'élection partielle de Paisley North en 1990, où il termine à la deuxième place derrière Irene Adams du Parti travailliste, avec 29,4 % des voix . Il termine également à la deuxième place aux élections générales de 1992 pour le même siège, avec une part réduite de 23,3% des voix . Il se présente sans succès trois fois, aux élections générales de février 1974  dans le South Ayrshire, de nouveau dans le South Ayrshire aux élections générales d'octobre 1974  et à Kirkcaldy en 1987 . Son épouse, Barbara Mullin, est également candidate du SNP aux élections générales de 1992 dans la circonscription d'Ayr. Cependant, ni lui ni sa femme ne sont élus.
En janvier 2015, Mullin est sélectionné comme candidat officiel du SNP pour la circonscription de Kirkcaldy et Cowdenbeath et est ensuite élu le 7 mai 2015 avec 27 628 voix et 52,2 % des voix. Mullin obtient une majorité de 9 974 voix contre Kenny Selbie, le candidat du parti travailliste qui espérait succéder à Gordon Brown, l'ancien Premier ministre qui prend sa retraite dans ce qui a été autrefois le siège le plus sûr des travaillistes en Écosse. Kirkcaldy et Cowdenbeath enregistre un taux de participation de 69,73 % ; le plus élevé pour cette circonscription .
En tant que député, Mullin est porte-parole du Trésor pour le SNP et membre du comité restreint de la réforme de la réglementation . Il mène une campagne à Westminster pour réformer les sociétés en commandite écossaises que le journal Herald en Écosse  présente comme étant des véhicules d'évasion fiscale et de blanchiment d'avoirs criminels. Mullin présente un projet de loi de dix minutes au Parlement le 20 avril 2016 intitulé Forensic Linguistic (standards) Bill . Il présente également un projet de loi d'initiative parlementaire sur les conventions de double imposition pour les pays en développement .
Mullin est président du groupe parlementaire multipartite sur les armes explosives, en cette qualité, il s'est adressé à la 19e réunion internationale des directeurs de programmes nationaux de lutte antimines et des conseillers des Nations unies aux Nations unies à Genève en 2016 . 
En 2016, il est nommé par le chef du SNP et premier ministre écossais Nicola Sturgeon à la Scottish Growth Commission du parti .
Après avoir quitté le Parlement, Mullin est nommé envoyé spécial du groupe parlementaire multipartite sur les menaces d'explosifs en juillet 2017 . Il entreprend également des recherches sur le Brexit et le Scottish Business et des recherches pour une bourse pour l'Écosse  avec l'ancienne collègue députée Michelle Thomson.
En mai 2018, Mullin rejoint l'équipe consultative du Réseau entrepreneurial africain .